# Klappjakten

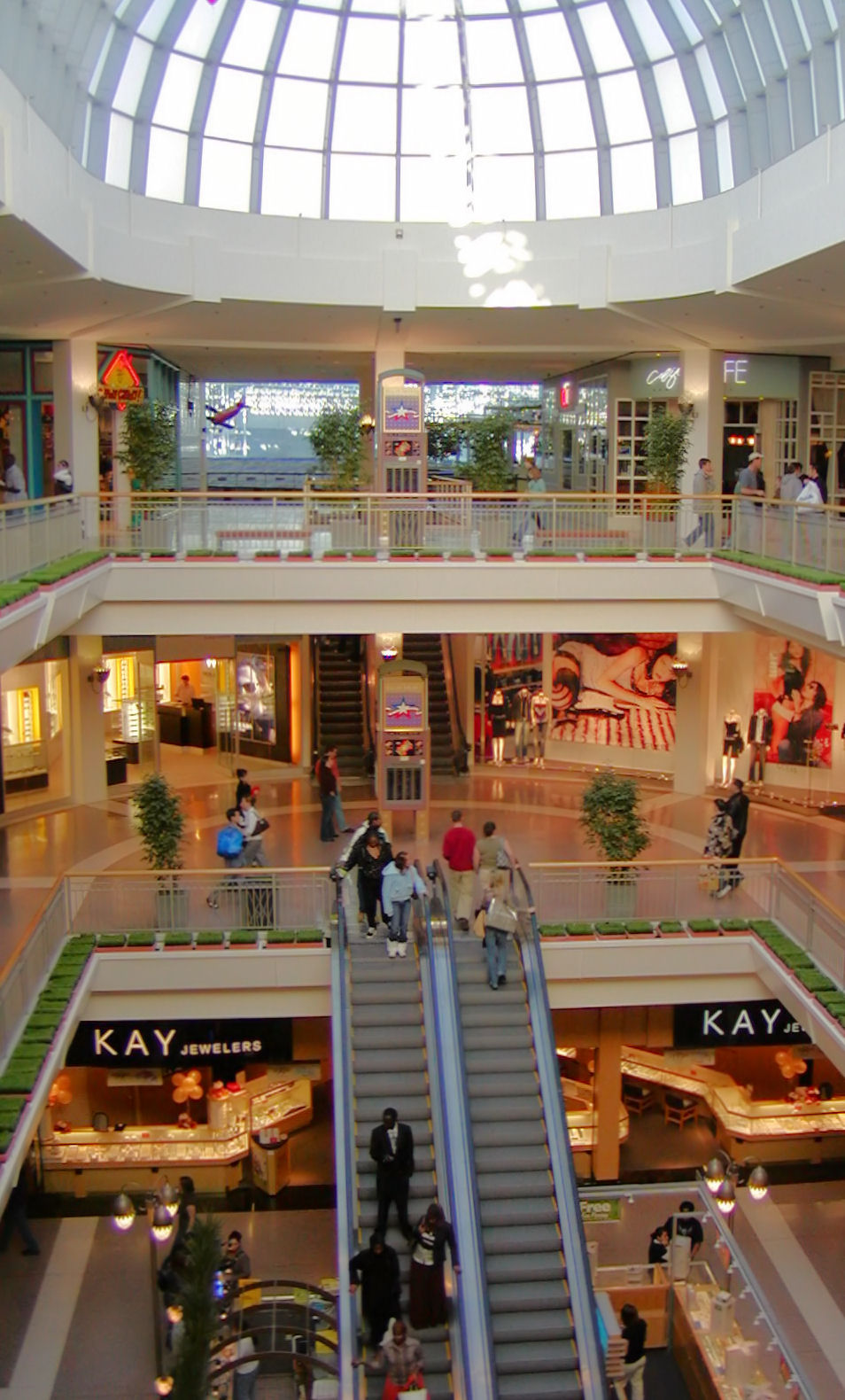
Delar av filmen utspelade sig och spelades in i Mall of America i Bloomington, Minnesota

Klappjakten (engelska: Jingle All the Way) är en amerikansk film som hade biopremiär i USA den 22 november 1996 med Arnold Schwarzenegger i huvudrollen.

## Handling
En komedi om en man som jagar en speciell julklapp åt sin son. Det är en "Turbo Man action figure" som är slut i alla affärer.

## Om filmen
- Klappjakten regisserades av Brian Levant och producerades av bland andra Chris Columbus.
- Filmen hade Sverigepremiär den 6 december 1996.[12]

## Rollista (urval)
- Arnold Schwarzenegger - Howard Langston
- Sinbad - Myron Larabee
- Phil Hartman - Ted Maltin
- Rita Wilson - Liz Langston
- Robert Conrad - polisofficer Hummell
- Martin Mull - diskjockeyn
- Jake Lloyd - Jamie Langston
- Richard Moll - Dementor